# Effet photovoltaïque

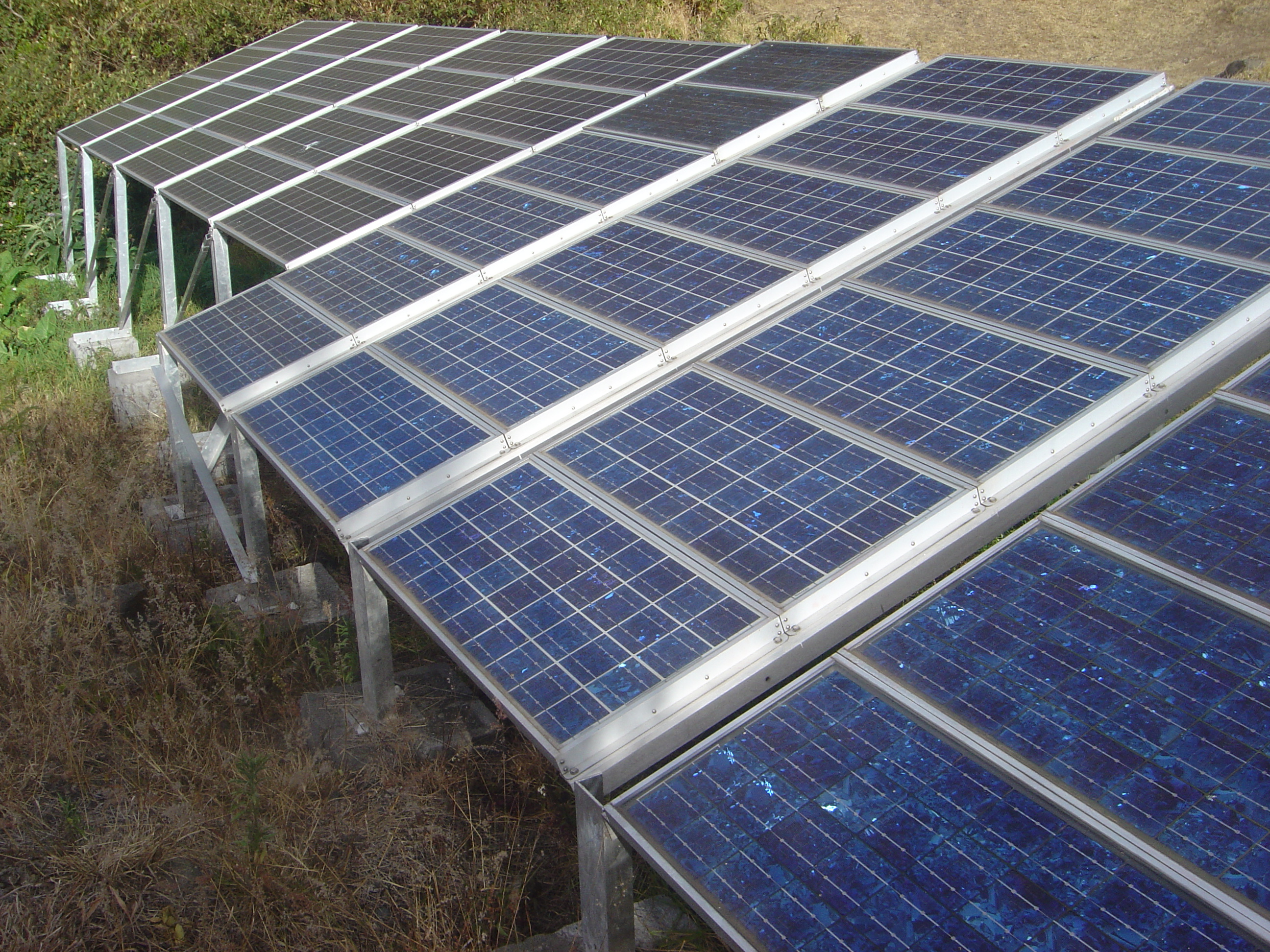
Capteurs solaires photovoltaïques.

L'effet photovoltaïque est un des effets photoélectriques. Il permet la production d'électricité à partir du rayonnement solaire et est mis en œuvre en particulier dans les cellules photovoltaïques. Ce phénomène physique a été découvert par le physicien français Edmond Becquerel.

## Description
Lorsqu'un photon d'énergie suffisante (supérieure à la bande interdite, de l'ordre de 1,12 eV, soit une longueur d'onde inférieure à 1,12 μm) frappe la zone de transition d’une cellule photovoltaïque composée de matériau semi-conducteur, typiquement de deux couches de silicium dopées différemment (N et P), il arrache un électron à l'atome de silicium en y laissant un trou. Cet électron, sous l'effet du champ électrique, se déplace du côté N tandis que le trou migre du côté P (excitation d'un électron de la bande de valence vers la bande de conduction). Ainsi, grâce aux photons qui transmettent leur énergie aux électrons, un mouvement de charges électriques se produit et un courant se manifeste à l'intérieur de la matière cristalline,.
Outre les cellules photovoltaïques (ou photopiles), qui peuvent être constituées en panneaux solaires photovoltaïques, plusieurs types de composants utilisent ce principe : photodiodes, phototransistors.

## Histoire
L’effet photovoltaïque a été découvert par le physicien français Edmond Becquerel, père de Henri (qui a découvert la radioactivité), et présenté à l'Académie des sciences en 1839. Edmond Becquerel a plongé des électrodes de platine couvertes de chlorure d'argent ou de cuivre oxydé dans un électrolyte, les électrodes étant reliées à un galvanomètre dans une cellule électrochimique. Il a montré que, sous l'effet de la lumière, une circulation de courant apparaissait dans le galvanomètre. Il en a étudié la variabilité sous l'effet de la longueur d'onde utilisée, préfigurant l'étude de l'effet photoélectrique et des propriétés des semi-conducteurs.